# 枝並千花
枝並千花（えだなみ ちか、1983年4月7日 - ）は、新潟県新潟市出身のヴァイオリニスト。クラシック公演から、イディナ・メンゼル、2CELLOS、イル・ディーヴォのほか、X JAPAN初のアコースティック日本ツアーでもコンサートマスターを務めてきた。
2018年5月より「オーケストラ・ポッシブル」のコンサートマスターとして活躍している。

## 来歴
- 4歳からバイオリンを始め中学3年時に出場した全日本学生音楽コンクールで優勝を果たす[2]。
- 高校は上京し桐朋女子高等学校音楽科に通い2003年の第24回ミケランジェロ・アバド国際ヴァイオリン・コンクールでグランプリを獲得した。大学は桐朋学園大学へと通い、卒業後は東京交響楽団に入った。
- 2008年末に東京交響楽団を退団し、ソロ活動を始めた。
- JAGMOのほとんどのオーケストラコンサートでコンサートマスターを務めている。『伝説の交響組曲』では、サントリーホールでコンサートマスターを務めた[3][4][5]。
- 2018年5月、映画音楽、TVドラマ音楽、ゲーム音楽、洋楽邦楽の名曲など時代やジャンルを超えた音楽を独自のアレンジで演奏する新生の音楽集団「オーケストラ・ポッシブル」を立ち上げる[1]。
- 2018年6月22日（金）東京オペラシティ コンサートホールにて“音楽は心のくすり”をテーマに、日本の医療ドラマを彩ってきた名曲を放送局の垣根を越えて演奏する初のフルオーケストラコンサート「Born～音楽は心のくすり」を開催し、大成功を収めた[1]。指揮者は佐々木新平。
- オーケストラ・ポッシブルのスペシャルサポーターはおニャン子クラブ元メンバー生稲晃子である[1]。

## アルバム
- 夢のあとに～フランスのヴァイオリン・ソナタ集（2009年05月21日）